# Comuna Illiria, Lutuhîne
Illiria (în ucraineană Іллірія) este o comună în raionul Lutuhîne, regiunea Luhansk, Ucraina, formată din satele Illiria (reședința), Mala Iuriivka, Mala Martînivka, Ușakivka, Velîka Martînivka și Zahidne.

## Demografie
Componența lingvistică a comunei Illiria
     Ucraineană (84,18%)
     Rusă (15,29%)
     Alte limbi (0,3%)
Conform recensământului din 2001, majoritatea populației comunei Illiria era vorbitoare de ucraineană (84,18%), existând în minoritate și vorbitori de rusă (15,29%).